# Copa USL 2025
La Copa USL 2025 es la segunda temporada de la Copa USL (conocida como Copa USL Jägermeister, por motivo de patrocinio). La competencia está abierta a todos los clubes de la USL League One.
En su segundo año después de un exitoso lanzamiento exclusivo con clubes de la League One la temporada pasada, la Copa Jägermeister de la USL 2025 contará con la participación de los 38 clubes profesionales masculinos en un torneo estilo Copa del Mundo durante la temporada regular. El torneo de 2025 representa un hito importante para el fútbol nacional, ya que marca la primera vez que una liga de fútbol estadounidense establece su propia copa interligas. Al agregar más partidos significativos al calendario anual, la Copa Jägermeister de la USL incluye modificaciones que priorizan a los fanáticos para alentar el fútbol de ataque, como la tanda de penales para determinar los ganadores de los partidos durante la fase de grupos y los goles marcados como primer criterio de desempate en la clasificación de grupos.

## Formato
La edición 2025 de la Copa USL es un torneo de fútbol profesional celebrado entre equipos de la USL League One y la League One.

## Cronograma
La Copa USL 2025 se lleva a cabo al mismo tiempo que la temporada 2025 de la USL League One. El torneo comenzará el 26 de abril, aproximadamente dos meses después de la temporada de la liga y finalizará un mes antes del final de la temporada de la liga y el inicio de los playoffs de la liga.
El calendario de los partidos de la fase de grupos de la Copa USL 2025 se anunció simultáneamente con el calendario de la liga USL League One en diciembre de 2024.

## Fase de grupos
La USL Jägermeister Cup constará de seis grupos regionales [ver a continuación], con seis o siete equipos asignados por afiliación a la liga o conferencia por grupo. Cada equipo jugará cuatro partidos (dos de local y dos de visitante) en la fase de grupos y las asignaciones de locales se sortearán al azar. La fase de grupos comienza el 26 de abril y concluye el fin de semana del 26 de julio. Después de la fase de grupos, un sorteo determinará los enfrentamientos para las rondas eliminatorias de eliminación simple, que comenzarán tres semanas después. La USL Jägermeister Cup concluirá con la final el fin de semana del 11 de octubre.

## Grupo 1
| Equipo                     | PJ | PG | PGPP | PPPP | PP | GF | GC | Dif | Pts | Clasificación 2025         |
| -------------------------- | -- | -- | ---- | ---- | -- | -- | -- | --- | --- | -------------------------- |
| Las Vegas Lights FC        | 2  | 2  | 0    | 0    | 0  | 5  | 2  | 3   | 6   | Avanza a Fase eliminatoria |
| Spokane Velocity FC        | 1  | 1  | 0    | 0    | 0  | 2  | 0  | 2   | 3   |                            |
| Sacramento Republic FC     | 1  | 1  | 0    | 0    | 0  | 1  | 0  | 1   | 3   |                            |
| Monterey Bay Football Club | 0  | 0  | 0    | 0    | 0  | 0  | 0  | 0   | 0   |                            |
| Oakland Roots SC           | 1  | 0  | 0    | 0    | 1  | 1  | 2  | -1  | 0   |                            |
| Orange County SC           | 1  | 0  | 0    | 0    | 1  | 1  | 3  | -2  | 0   |                            |
| AV Alta FC                 | 2  | 0  | 0    | 0    | 2  | 1  | 3  | -2  | 0   |                            |

- Fuente= USL League One

- PGPP = Partidos Ganados por penales
- PGPP = Partidos Perdidos por penales

#### Partidos
| 26 de abril de 2025 | Orange County SC | 1:3 | Las Vegas Lights FC | Championship Soccer Stadium, Irvine, California |  |

| 26 de abril de 2025 | Sacramento Republic FC | 1:0 | AV Alta FC | Heart Health Park, Sacramento, California |  |

| 26 de abril de 2025 | Spokane Velocity FC | 2:1 | Oakland Roots SC | One Spokane Stadium, Spokane, Washington |  |

| 30 de abril de 2025 | Las Vegas Lights FC | 2:1 | AV Alta FC | Cashman Field, Las Vegas, Nevada |  |

| 28 de mayo de 2025 | Monterey Bay FC | 1:0 | Spokane Velocity FC | Cardinale Stadium, Seaside, California |  |

| 31 de mayo de 2025 | AV Alta FC | 2:2 (4:2) | Oakland Roots SC | Lancaster Municipal Stadium, Lancaster, California |  |

| 31 de mayo de 2025 | Monterey Bay FC | 3:2 | Orange County SC | Cardinale Stadium, Seaside, California |  |

| 31 de mayo de 2025 | Sacramento Republic FC | 4:0 | Las Vegas Lights FC | Heart Health Park, Sacramento, California |  |

| 28 de junio de 2025 | Las Vegas Lights FC | 2:0 | Spokane Velocity FC | Cashman Field, Las Vegas, Nevada |  |

| 28 de junio de 2025 | Oakland Roots SC | 2:1 | Monterey Bay FC | Oakland Coliseum, Oakland, California |  |

| 28 de junio de 2025 | Orange County SC | 1:0 | Sacramento Republic FC | Championship Soccer Stadium, Irvine, California |  |

| 26 de julio de 2025 | Oakland Roots SC | 0:1 | Orange County SC | Oakland Coliseum, Oakland, California |  |

| 26 de julio de 2025 | Spokane Velocity FC | 0:1 | Sacramento Republic FC | One Spokane Stadium, Spokane, Washington |  |

| 26 de julio de 2025 | AV Alta FC | 2:1 | Monterey Bay FC | Lancaster Municipal Stadium, Lancaster, California |  |

## Grupo 2
| Equipo                          | PJ | PG | PGPP | PPPP | PP | GF | GC | Dif | Pts | Clasificación 2025         |
| ------------------------------- | -- | -- | ---- | ---- | -- | -- | -- | --- | --- | -------------------------- |
| New Mexico United               | 1  | 1  | 0    | 0    | 0  | 2  | 0  | 2   | 3   | Avanza a Fase eliminatoria |
| San Antonio FC                  | 1  | 1  | 0    | 0    | 0  | 1  | 0  | 1   | 3   |                            |
| El Paso Locomotive FC           | 1  | 0  | 1    | 0    | 0  | 0  | 0  | 0   | 2   |                            |
| Texoma FC                       | 1  | 0  | 0    | 1    | 0  | 0  | 0  | 0   | 1   |                            |
| Colorado Springs Switchbacks FC | 0  | 0  | 0    | 0    | 0  | 0  | 0  | 0   | 0   |                            |
| Phoenix Rising FC               | 1  | 0  | 0    | 0    | 1  | 0  | 1  | -1  | 0   |                            |
| Union Omaha                     | 1  | 0  | 0    | 0    | 1  | 0  | 2  | -2  | 0   |                            |

- Fuente= USL League One

- PGPP = Partidos Ganados por penales
- PGPP = Partidos Perdidos por penales

#### Partidos
| 26 de abril de 2025 | Texoma FC | 0:0 (5-6) | El Paso Locomotive FC | Sherman Bearcat Stadium, Sherman, Texas |  |

| 26 de abril de 2025 | New Mexico United | 2:0 | Union Omaha | Rio Grande Credit Union Field at Isotopes Park, Albuquerque, New Mexico |  |

| 26 de abril de 2025 | Phoenix Rising FC | 0:1 | San Antonio FC | Phoenix Rising Soccer Stadium, Phoenix, Arizona |  |

| 31 de mayo de 2025 | El Paso Locomotive FC | 0:1 | Colorado Springs Switchbacks FC | Southwest University Park, El Paso, Texas |  |

| 31 de mayo de 2025 | Phoenix Rising FC | 3:3 (3:2) | New Mexico United | Phoenix Rising Soccer Stadium, Phoenix, Arizona |  |

| 25 de junio de 2025 | Colorado Springs Switchbacks FC | 0:2 | San Antonio FC | Weidner Field, Colorado Springs, Colorado |  |

| 28 de junio de 2025 | New Mexico United | 2:2 (3:2) | Colorado Springs Switchbacks FC | Rio Grande Credit Union Field at Isotopes Park, Albuquerque, New Mexico |  |

| 28 de junio de 2025 | San Antonio FC | 1:0 | Union Omaha | Toyota Field, San Antonio, Texas |  |

| 28 de junio de 2025 | Texoma FC | 4:5 | Phoenix Rising FC | Sherman Bearcat Stadium, Sherman, Texas |  |

| 19 de julio de 2025 | El Paso Locomotive FC | 2:2 (6-7) | Phoenix Rising FC | Southwest University Park, El Paso, Texas |  |

| 23 de julio de 2025 | Union Omaha | 3:1 | Texoma FC | Werner Park, Papillion, Nebraska |  |

| 26 de julio de 2025 | Union Omaha | 0:1 | El Paso Locomotive FC | Werner Park, Papillion, Nebraska |  |

| 26 de julio de 2025 | San Antonio FC | 2:2 (0-3) | New Mexico United | Toyota Field, San Antonio, Texas |  |

| 26 de julio de 2025 | Colorado Springs Switchbacks FC | 4:0 | Texoma FC | Weidner Field, Colorado Springs, Colorado |  |

## Grupo 3
| Equipo                    | PJ | PG | PGPP | PPPP | PP | GF | GC | Dif | Pts | Clasificación 2025         |
| ------------------------- | -- | -- | ---- | ---- | -- | -- | -- | --- | --- | -------------------------- |
| Indy Eleven               | 2  | 2  | 0    | 0    | 0  | 5  | 0  | 5   | 6   | Avanza a Fase eliminatoria |
| Birmingham Legion FC      | 1  | 1  | 0    | 0    | 0  | 3  | 1  | 2   | 3   |                            |
| One Knoxville SC          | 2  | 0  | 1    | 0    | 1  | 2  | 3  | -1  | 2   |                            |
| FC Tulsa                  | 1  | 0  | 0    | 1    | 0  | 2  | 2  | 0   | 1   |                            |
| Chattanooga Red Wolves SC | 1  | 0  | 0    | 0    | 1  | 1  | 3  | -2  | 0   |                            |
| Forward Madison FC        | 1  | 0  | 0    | 0    | 1  | 0  | 4  | -4  | 0   |                            |

- Fuente= USL League One

- PGPP = Partidos Ganados por penales
- PGPP = Partidos Perdidos por penales

#### Partidos
| 26 de abril de 2025 | Forward Madison FC | 0:4 | Indy Eleven | Breese Stevens Field, Madison, Wisconsin |  |

| 26 de abril de 2025 | One Knoxville SC | 2:2 (4:2) | FC Tulsa | Covenant Health Park, Knoxville, Tennessee |  |

| 27 de abril de 2025 | Birmingham Legion FC | 3:1 | Chattanooga Red Wolves SC | Protective Stadium, Birmingham, Alabama |  |

| 24 de mayo de 2025 | One Knoxville SC | 0:1 | Indy Eleven | Covenant Health Park, Knoxville, Tennessee |  |

| 31 de mayo de 2025 | Chattanooga Red Wolves SC | 1:1 (4:2) | Forward Madison FC | CHI Memorial Stadium, East Ridge, Tennessee |  |

| 31 de mayo de 2025 | FC Tulsa | 1:2 | Birmingham Legion FC | Oneok Field, Tulsa, Oklahoma |  |

| 28 de junio de 2025 | FC Tulsa | 4:1 | Chattanooga Red Wolves SC | Oneok Field, Tulsa, Oklahoma |  |

| 28 de junio de 2025 | Forward Madison FC | 1:0 | One Knoxville SC | Breese Stevens Field, Madison, Wisconsin |  |

| 28 de junio de 2025 | Indy Eleven | 1:1 (7:6) | Birmingham Legion FC | Michael A. Carroll Stadium, Indianapolis, Indiana |  |

| 26 de julio de 2025 | Birmingham Legion FC | 2:1 | Forward Madison FC | Protective Stadium, Birmingham, Alabama |  |

| 26 de julio de 2025 | Chattanooga Red Wolves SC | 1:0 | One Knoxville SC | CHI Memorial Stadium, East Ridge, Tennessee |  |

| 26 de julio de 2025 | Indy Eleven | 2:1 | FC Tulsa | Michael A. Carroll Stadium, Indianapolis, Indiana |  |

## Grupo 4
| Equipo                    | PJ | PG | PGPP | PPPP | PP | GF | GC | Dif | Pts | Clasificación 2025         |
| ------------------------- | -- | -- | ---- | ---- | -- | -- | -- | --- | --- | -------------------------- |
| Rhode Island FC           | 1  | 1  | 0    | 0    | 0  | 4  | 1  | 3   | 3   | Avanza a Fase eliminatoria |
| Hartford Athletic         | 1  | 1  | 0    | 0    | 0  | 2  | 0  | 2   | 3   |                            |
| Detroit City FC           | 1  | 1  | 0    | 0    | 0  | 1  | 0  | 1   | 3   |                            |
| Westchester SC            | 1  | 0  | 0    | 0    | 1  | 1  | 4  | -3  | 0   |                            |
| Pittsburgh Riverhounds SC | 1  | 0  | 0    | 0    | 1  | 0  | 1  | -1  | 0   |                            |
| Portland Hearts of Pine   | 1  | 0  | 0    | 0    | 1  | 0  | 2  | -2  | 0   |                            |

- Fuente= USL League One

- PGPP = Partidos Ganados por penales
- PGPP = Partidos Perdidos por penales

#### Partidos
| 26 de abril de 2025 | Detroit City FC | 1:0 | Pittsburgh Riverhounds SC | Keyworth Stadium, Hamtramck, Michigan |  |

| 26 de abril de 2025 | Hartford Athletic | 2:0 | Portland Hearts of Pine | Trinity Health Stadium, Hartford, Connecticut |  |

| 27 de abril de 2025 | Westchester SC | 1:4 | Rhode Island FC | The Stadium at Memorial Field, Mount Vernon, New York |  |

| 31 de mayo de 2025 | Pittsburgh Riverhounds SC | 0:1 | Rhode Island FC | Highmark Stadium, Pittsburgh, Pennsylvania |  |

| 31 de mayo de 2025 | Portland Hearts of Pine | 4:2 | Detroit City FC | Fitzpatrick Stadium, Portland, Maine |  |

| 31 de mayo de 2025 | Westchester SC | 2:3 | Hartford Athletic | The Stadium at Memorial Field, Mount Vernon, New York |  |

| 27 de junio de 2025 | Rhode Island FC | 4:1 | Portland Hearts of Pine | Tidewater Landing Stadium, Pawtucket, Rhode Island |  |

| 28 de junio de 2025 | Hartford Athletic | 2:2 (2:3) | Detroit City FC | Trinity Health Stadium, Hartford, Connecticut |  |

| 28 de junio de 2025 | Pittsburgh Riverhounds SC | 1:0 | Westchester SC | Highmark Stadium, Pittsburgh, Pennsylvania |  |

| 25 de julio de 2025 | Portland Hearts of Pine | 2:2 (5:4) | Pittsburgh Riverhounds SC | Fitzpatrick Stadium, Portland, Maine |  |

| 26 de julio de 2025 | Detroit City FC | 3:0 | Westchester SC | Keyworth Stadium, Hamtramck, Michigan |  |

| 26 de julio de 2025 | Rhode Island FC | 2:2 (3:4) | Hartford Athletic | Tidewater Landing Stadium, Pawtucket, Rhode Island |  |

## Grupo 5
| Equipo                 | PJ | PG | PGPP | PPPP | PP | GF | GC | Dif | Pts | Clasificación 2025         |
| ---------------------- | -- | -- | ---- | ---- | -- | -- | -- | --- | --- | -------------------------- |
| Louisville City FC     | 1  | 1  | 0    | 0    | 0  | 4  | 1  | 3   | 3   | Avanza a Fase eliminatoria |
| Charlotte Independence | 1  | 1  | 0    | 0    | 0  | 2  | 1  | 1   | 3   |                            |
| Loudoun United FC      | 1  | 1  | 0    | 0    | 0  | 1  | 0  | 1   | 3   |                            |
| North Carolina FC      | 1  | 0  | 0    | 0    | 1  | 1  | 2  | -1  | 0   |                            |
| Richmond Kickers       | 1  | 0  | 0    | 0    | 1  | 1  | 4  | -3  | 0   |                            |
| Lexington SC           | 1  | 0  | 0    | 0    | 1  | 0  | 1  | -1  | 0   |                            |

- Fuente= USL League One

- PGPP = Partidos Ganados por penales
- PGPP = Partidos Perdidos por penales

#### Partidos
| 25 de abril de 2025 | North Carolina FC | 1:2 | Charlotte Independence | First Horizon Stadium at WakeMed Soccer Park, Cary, North Carolina |  |

| 26 de abril de 2025 | Lexington SC | 0:1 | Loudoun United FC | Lexington SC Stadium, Lexington, Kentucky |  |

| 26 de abril de 2025 | Louisville City FC | 4:1 | Richmond Kickers | Lynn Family Stadium, Louisville, Kentucky |  |

| 31 de mayo de 2025 | Charlotte Independence | 2:2 (4:2) | Lexington SC | American Legion Memorial Stadium, Charlotte, North Carolina |  |

| 31 de mayo de 2025 | Loudoun United FC | 2:1 | Louisville City FC | Segra Field, Leesburg, Virginia |  |

| 31 de mayo de 2025 | Richmond Kickers | 0:1 | North Carolina FC | City Stadium, Richmond, Virginia |  |

| 28 de junio de 2025 | Loudoun United FC | 1:1 (4:3) | Charlotte Independence | Segra Field, Leesburg, Virginia |  |

| 28 de junio de 2025 | Richmond Kickers | 0:3 | Lexington SC | City Stadium, Richmond, Virginia |  |

| 29 de junio de 2025 | Louisville City FC | 1:0 | North Carolina FC | Lynn Family Stadium, Louisville, Kentucky |  |

| 26 de julio de 2025 | North Carolina FC | 1:1 (5:3) | Loudoun United FC | First Horizon Stadium at WakeMed Soccer Park, Cary, North Carolina |  |

| 26 de julio de 2025 | Charlotte Independence | 3:0 | Richmond Kickers | American Legion Memorial Stadium, Charlotte, North Carolina |  |

| 26 de julio de 2025 | Lexington SC | 1:2 | Louisville City FC | Lexington SC Stadium, Lexington, Kentucky |  |

## Grupo 6
| Equipo                    | PJ | PG | PGPP | PPPP | PP | GF | GC | Dif | Pts | Clasificación 2025         |
| ------------------------- | -- | -- | ---- | ---- | -- | -- | -- | --- | --- | -------------------------- |
| South Georgia Tormenta FC | 1  | 1  | 0    | 0    | 0  | 2  | 1  | 1   | 3   | Avanza a Fase eliminatoria |
| FC Naples                 | 1  | 1  | 0    | 0    | 0  | 1  | 0  | 1   | 3   |                            |
| Miami FC                  | 1  | 0  | 1    | 0    | 0  | 3  | 3  | 0   | 2   |                            |
| Tampa Bay Rowdies         | 1  | 0  | 0    | 1    | 0  | 3  | 3  | 0   | 1   |                            |
| Greenville Triumph SC     | 1  | 0  | 0    | 0    | 1  | 1  | 2  | -1  | 0   |                            |
| Charleston Battery        | 1  | 0  | 0    | 0    | 1  | 0  | 1  | -1  | 0   |                            |

- Fuente= USL League One

- PGPP = Partidos Ganados por penales
- PGPP = Partidos Perdidos por penales

#### Partidos
| 26 de abril de 2025 | FC Naples | 1:0 | Charleston Battery | Paradise Coast Sports Complex Stadium, Naples, Florida |  |

| 26 de abril de 2025 | South Georgia Tormenta FC | 2:1 | Greenville Triumph SC | Optim Sports Medicine Field at Tormenta Stadium, Statesboro, Georgia |  |

| 26 de abril de 2025 | Tampa Bay Rowdies | 3:3 (3:4) | Miami FC | Al Lang Stadium, St. Petersburg, Florida |  |

| 31 de mayo de 2025 | Charleston Battery | 0:1 | Greenville Triumph SC | Patriots Point Soccer Complex, Mount Pleasant, South Carolina |  |

| 31 de mayo de 2025 | Miami FC | 3:2 | FC Naples | South Dade Kia Field at Pitbull Stadium, University Park, Florida |  |

| 31 de mayo de 2025 | Tampa Bay Rowdies | 2:1 | South Georgia Tormenta FC | Al Lang Stadium, St. Petersburg, Florida |  |

| 28 de junio de 2025 | Greenville Triumph SC | 2:0 | Miami FC | Paladin Stadium, Greenville, South Carolina |  |

| 28 de junio de 2025 | South Georgia Tormenta FC | 3:3 (4:5) | Charleston Battery | Optim Sports Medicine Field at Tormenta Stadium, Statesboro, Georgia |  |

| 4 de julio de 2025 | FC Naples | 0:2 | Tampa Bay Rowdies | Paradise Coast Sports Complex Stadium, Naples, Florida |  |

| 26 de julio de 2025 | Charleston Battery | 2:1 | Tampa Bay Rowdies | Patriots Point Soccer Complex, Mount Pleasant, South Carolina |  |

| 26 de julio de 2025 | Greenville Triumph SC | 2:1 | FC Naples | Paladin Stadium, Greenville, South Carolina |  |

| 26 de julio de 2025 | Miami FC | 1:2 | South Georgia Tormenta FC | South Dade Kia Field at Pitbull Stadium, University Park, Florida |  |

## Fase eliminatoria

### Cuartos de final
| agosto de 2025 | Greenville Triumph SC | vs. | Indy Eleven | Paladin Stadium, Greenville, South Carolina |  |

| agosto de 2025 | Rhode Island FC | vs. | Birmingham Legión FC | Tidewater Landing Stadium, Pawtucket, Rhode Island |  |

| agosto de 2025 | San Antonio FC | vs. | Hartford Athletic | Toyota Field, San Antonio, Texas |  |

| agosto de 2025 | Loudoun United FC | vs. | Sacramento Repúblic FC | Segra Field, Leesburg, Virginia |  |